# Пушкіно (Ромодановський район)
Пу́шкіно (рос. Пушкино, ерз. Пушкино) — село у складі Ромодановського району Мордовії, Росія. Адміністративний центр Пушкінського сільського поселення.

## Населення
Населення — 505 осіб (2010; 472 у 2002).
Національний склад (станом на 2002 рік):
- росіяни — 83 %